# BYD Frigate 07

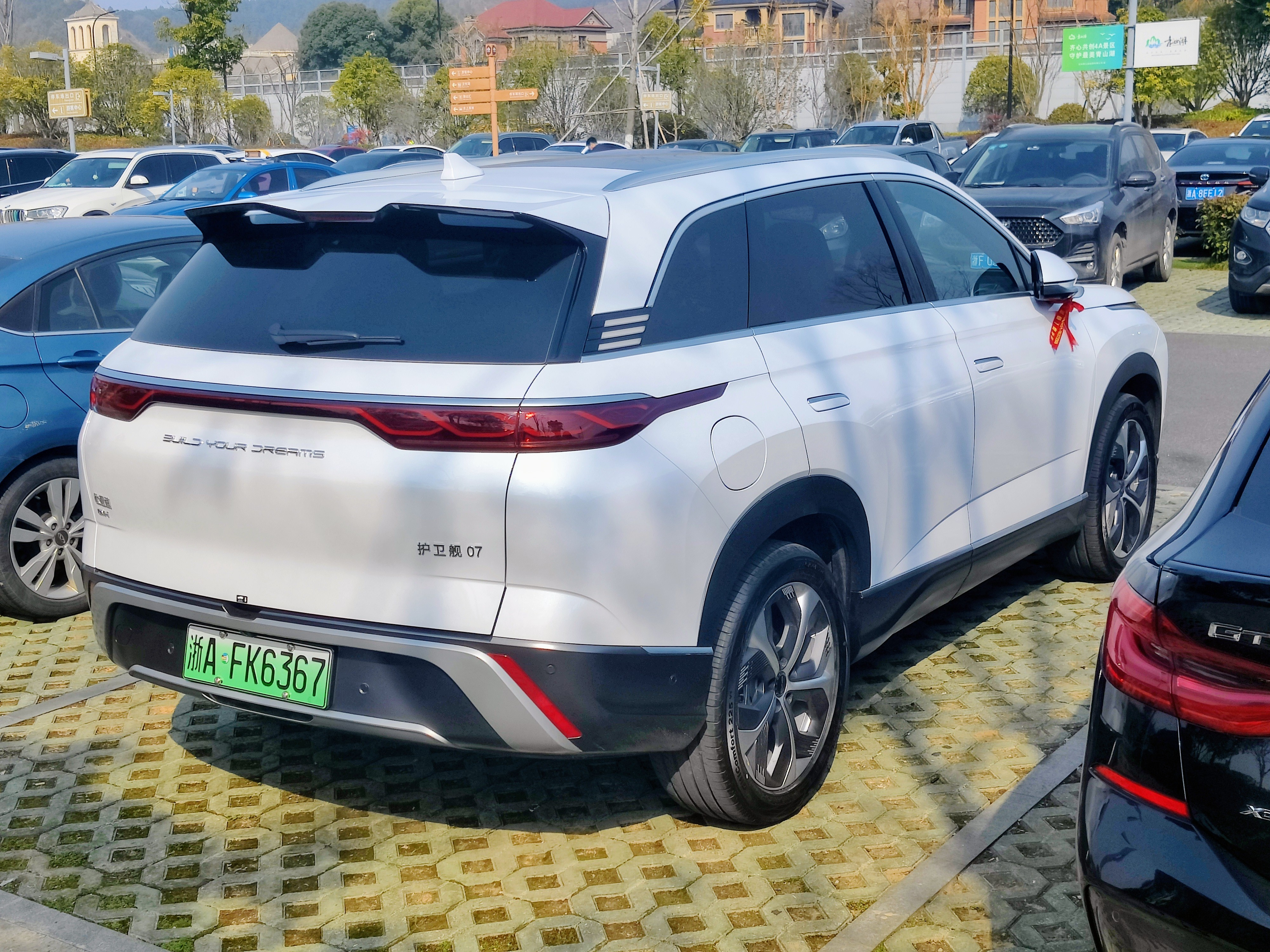
Вид сзади

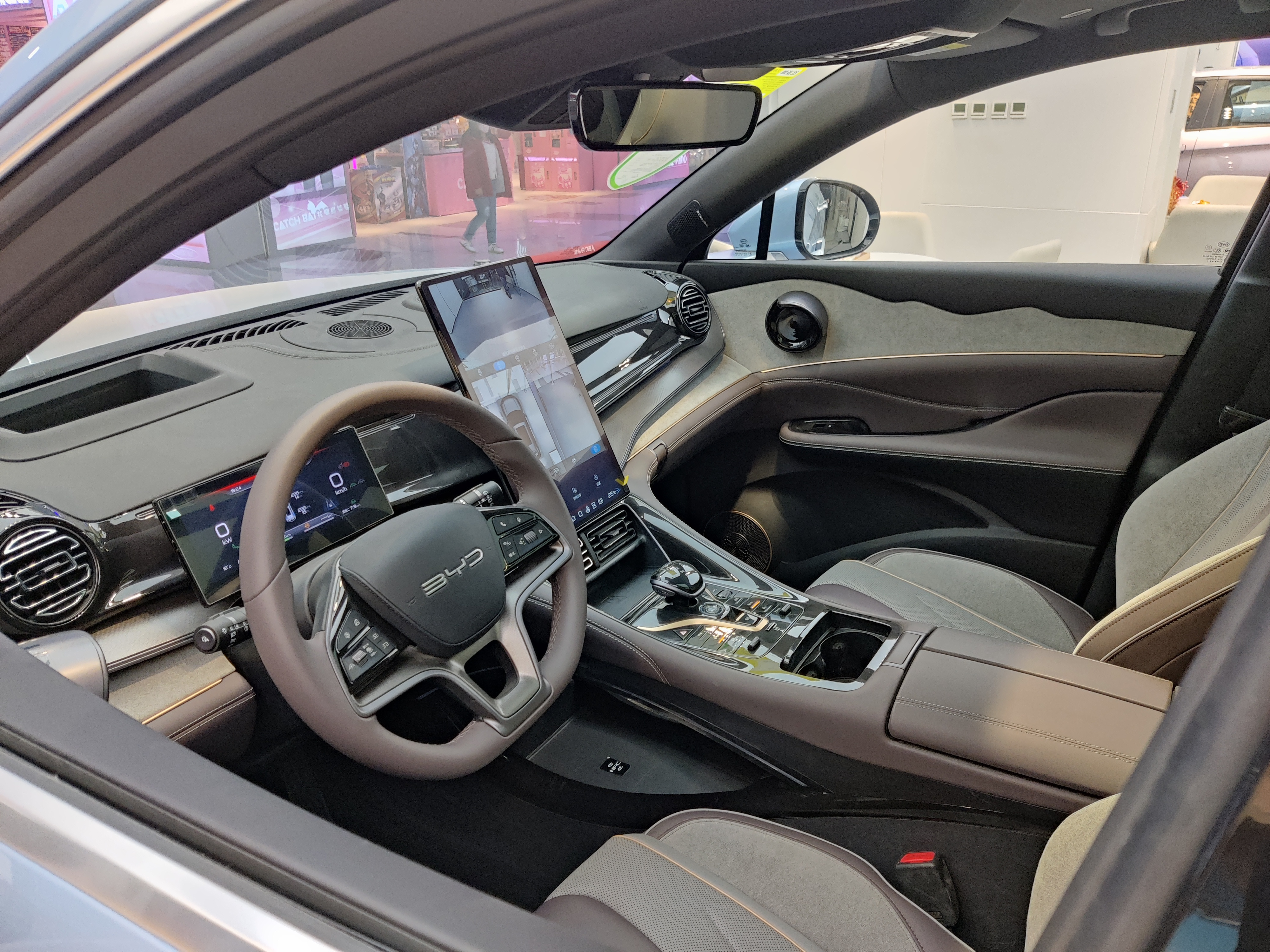
Интерьер

BYD Frigate 07 (比亚迪护卫舰07) — среднеразмерный кроссовер китайской компании BYD.

## Описание
20 апреля 2021 года на автосалоне в Шанхае был представлен концепт-кар BYD X Dream. Серийно автомобиль выпускается с августа 2022 года под названием BYD Frigate 07, а продажи начались в декабре 2022 года.
Автомобиль заряжается от генератора переменного тока мощностью 3,3 кВт. Все комплектации Frigate 07 поддерживают быструю зарядку постоянным током мощностью 40 или 75 кВт. Система Vehicle-to-Load установлена во всех комплектациях Frigate 07 и обеспечивает мощность 6,6 кВт.
Интерьер оснащён 15,6-дюймовым (400 мм) вращающимся главным экраном, 360-градусными HD-камерами и автономной парковкой, управляемой приложением. Как и в Destroyer 05, экран может поворачиваться из альбомной ориентации в книжную.
Автомобиль поддерживает цифровой ключ NFC для iPhone и оснащается интеллектуальной системой помощи при вождении DiPilot, которая предоставляет пользователям расширенные функции помощи при вождении, включая активное торможение, удержание полосы движения, адаптивный круиз-контроль, а также распознавание и защиту пешеходов. Frigate 07 является первой моделью компании BYD, оснащённой частотно-регулируемыми амортизаторами FSD и четырёхрычажными независимыми задними подвесками.

## Технические характеристики
BYD Frigate 07 питается от подключаемых модулей EHS BYD DM-i и DM-p hybrid с аккумуляторами двух различных типоразмеров. Автомобиль оснащается бензиновым двигателем Xiaoyun Miller cycle мощностью 102 кВт (139 л. с.) и крутящим моментом 231 Н⋅м.